# Fosforite
La fosforite è una roccia sedimentaria non clastica, ma di origine chimica, che presenta alte concentrazioni in minerali del fosforo. Il contenuto di fosfato della fosforite è almeno del 15-20%, percentuale che la distingue dalla media delle rocce sedimentarie che hanno un contenuto di fosfato inferiore allo 0,2%  
Il fosfato è presente come fluorapatite Ca5(PO4)3F, tipicamente in masse criptocristalline (cristalli inferiori ad 1 µm) varietà definite localmente collofane o staffelite. Un altro minerale rilevante è l'idrossiapatite Ca5(PO4)3OH, spesso di origine organogena mentre la fluorapatite è di origine idrotermale. Un'altra fonte di fosforo può essere la lisciviazione di rocce ignee e metamorfiche. Le fosforiti costituiscono strati estesi complessivamente decine di migliaia di chilometri quadrati nella crosta terrestre.
Le fosforiti si associano comunemente ai calcari ed alle argille. Le fosforiti sono presenti in strati laminati dal marrone scuro al nero aventi spessori di strato da centimetrici a metrici. Gli strati di rocce fosfatiche sono comunemente intercalati con altre rocce sedimentarie come selci, calcari, dolomie e, a volte, arenarie. Gli strati presentano le stesse strutture dei calcari fini e spesso rappresentano una sostituzione diagenetica dei minerali carbonatici con i fosfati. 
Le fosforiti sono note a partire da particolari rocce formatesi nel Proterozoico le cosiddette Banded iron beds (letteralmente orizzonti ferriferi a bande) australiane, ma sono più comuni nei sedimenti del paleozoico e cenozoico. Una formazione rilevante è la Phosphoria Formation del permiano nord americano che copre, con uno spessore massimo di 420m, 350.000 km2 ed un intervallo deposizionale di 15 milioni di anni.
Le fosforiti sono sfruttate minerariamente negli Stati Uniti, Francia, Belgio, Spagna, Marocco, Tunisia, Algeria..

## Fosforiti primarie di origine marina
Tutti i sedimenti marini, in particolar modo quelli carbonatici, contengono una percentuale di fosfato e, in particolari condizioni, questa percentuale può aumentare notevolmente (calcari fosfatici) e più raramente raggiungere anche una concentrazione tale da poter essere sfruttata da un punto di vista economico.
I depositi fosfatici sfruttati economicamente solitamente sono il risultato di una lisciviazione selettiva del CaCO3 o della estrazione di fosfato dai livelli più alti seguita dalla concentrazione delle acque liscivianti verso il basso. La presenza di idrocarburi e glauconite in molti fosfati primari suggerisce l'ipotesi che tali detriti si siano formati in condizioni anaerobiche. Le condizioni favorevoli alla deposizione dei fosfati è evidentemente rara, dal momento che non sono comuni nei sedimenti.

## Fosforiti organogene
In numerosi orizzonti sedimentari si trovano accumuli locali di ossa, denti, scaglie e coproliti. È possibile che la lisciviazione di questi orizzonti possa talvolta dar luogo alla fosfatizzazione di strati calcarei che si trovano a un livello inferiore rispetto a tali orizzonti.

## Guano
Accumuli di deiezioni di uccelli marini o pipistrelli; generalmente si rinvengono sulle isole oceaniche, o, nel caso di guano di pipistrello, nelle caverne molto ampie dove questi riposano. Per la sua formazione richiede un clima secco e probabilmente, per la natura debolmente acida degli escrementi, anche i calcari sottostanti talvolta vengono fosfatizzati.